# Семані
Семані — Річка в Албанії. Утворюється в області міста Кучова в однойменному окрузі в області Берат злиттям річок Деволі та Осумі, що беруть початок на західних схилах хребта Грамос. Довжина річки 85 кілометрів (від витоку Деволі — 266 кілометрів, від витоку Осумі — 242 кілометри). Площа водозбору становить близько 6000 квадратних кілометрів, середня висота водозбірного басейну 863 метрів над рівнем моря. Тече Албанською низовиною, історичною галуззю Мюзекея у широкій, звивистій, місцями заболоченій долині в південно-західному напрямку, впадає в Адріатичне море між гирлами річок Вьоса на півдні і Шкумбіні на півночі. Паводки взимку та навесні. Води застосовуються на зрошення. У міжріччі Шкумбіні та Семані споруджена система зрошувальних каналів . Середня витрата води становить 95,7 кубічних метрів в секунду і загальна кількість рихлого (нерозчинного) матеріалу, що переноситься водою, становить 16,5 × 106 тонн/рік, що менше значення 30 х 106 тонн/рік, запропонованого Юрієм Дмитровичем Шуйським. Відмінними рисами цієї річки є численні русла, що впадають у море, та зміни в гідрологічному режимі, що спостерігаються останніми роками. Гирло річки змінювало становище шість разів за останні сто років, зрушило на 23—25 кілометрів уздовж морського берега. Між кінцем XIX століття та 1950-ми роками північні русла ставали дедалі важливішими. Після цього, до 1960-х років, дельтова рівнина просувалася у бік моря і в 1970-і роки берегова лінія досягла свого нинішнього становища. Дельтова рівнина змінюється під впливом эрозії.
В античний час річка Семані та її приплив Осумі були відомі як річка Апс. Гай Юлій Цезар часто згадує річку Апс у своєму творі «Записки про громадянську війну» про громадянську війну в Стародавньому Римі 49-45 років до н. е. На лівому березі річки поблизу гирла деякий час був табір Цезаря, а на правому — Помпея.
| Албанія | Це незавершена стаття з географії Албанії. Ви можете допомогти проєкту, виправивши або дописавши її. |

| Річка | Це незавершена стаття про річку. Ви можете допомогти проєкту, виправивши або дописавши її. |